# Safia olearos
Safia olearos là một loài bướm đêm trong họ Noctuidae.